# Second Language Research
A Second Language Research egy recenzált tudományos folyóirat a nyelvészet területén. Elsősorban a második nyelv elsajátításával foglalkozik. 1985-ben alapították, negyedévente jelenik meg a Sage Publications gondozásában. Ezen felül évente egy külön kiadványt is megjelentet, amely egy friss témát dolgoz fel. A folyóirat főszerkesztői 2020-ban Silvina Montrul és Mike Sharwood Smith. 
A Journal Citation Reports szerint a folyóirat 2011. évi hatástényezője 1,219. Ennek alapján az „Oktatás és oktatási kutatás” kategóriában 206 folyóirat rengsorolásában a 41-edik, a „Nyelvészet” kategóriában pedig 162-ből a 25-ödik helyen áll.

## Fordítás
Ez a szócikk részben vagy egészben  a   Second Language Research című angol Wikipédia-szócikk ezen változatának fordításán alapul.  Az eredeti cikk szerkesztőit annak laptörténete sorolja fel. Ez a jelzés csupán a megfogalmazás eredetét és a szerzői jogokat jelzi, nem szolgál a cikkben szereplő információk forrásmegjelöléseként.